# Biadacz (Kluczbork)
Pour l’article homonyme, voir Biadacz (Opole).
Biadacz est une localité polonaise de la gmina et du powiat de Kluczbork en voïvodie d'Opole.